# Буроплечий пестрохвостый попугай
Буроплечий пестрохвостый попугай (лат. Touit stictopterus) — птица семейства попугаевых.

## Внешний вид
Длина тела 17 см. Оперение зелёное. Окраска хвостовых перьев на нижней стороне золотисто-коричневая, внутри красновато-коричневая. Кроющие перья крыла чёрно-бурого цвета.

## Распространение
Обитает в Эквадоре и Колумбии.